# Pabellón de Grecia en la Bienal de Venecia
El Pabellón de Grecia en la Bienal de Venecia es un espacio artístico ubicado en la ciudad de Venecia con motivo de la Bienal de Venecia. El arquitecto M. Papandréou diseño el pabellón entre 1933 y 1934. Brenno Del Giudice, quien lideró la expansión de la Bienal de Santa Elena, también colaboró con el proyecto. Las exposiciones del Pabellón son comisionadas por el Ministerio Heleno de Cultura y Turismo.

## Expositores
- 1936 — Maria Anagnostopoulou–Vranica, Panos Aravantinos, Umberto Argyros, Constantinos Artemis, Nicolas Asprogerakas, Aginor Asteriadis, Michael Axelos, Koula Bekiari, Dimetrios Braessas, Periklis Byzantios, Pavlos Calligas, Alexandros Christofis, Dimitrios Cocotsis, Photis Kontoglou, George Cosmadopoulos (Cosmo), Dimitrios Davis, George Demetriadis, Dimitrios Dimas, Joséphine Dimas, Ector Ducas, Penelope Economidi, Thalia Flora–Karavia, Nicos Georgandis, Andreas Georgiadis, Vassilis Germenis, Dimitris Gheraniotis, Apostolos Gheralis, Lucas Gheralis, Dimitrios Ghianoukakis, Nikos Hadjikyriakos-Ghikas, George Gounaropoulos (Gounaro), Costas Heliades, Evanghelos Joannidis, Maria Kalari, Orestis Kanellis, Tryphon Kazakos, Nelly Kyriakou–Calliga, Sofia Lascaridi, Theodoros Lazaris, Periklis Lytras, Micky Matsakis, Yannis Mitarakis, Stelios Miliadis, Christophoros Natsios, Nicholaos Othoneos, Maria Zarpa–Panoutsou, Costas Pangalos, Aglae Papa, Efthimios Papadimitriou, Konstantinos Parthenis, Dimitrios Pelekassis, Odysseas Phocas, George Procopiou, Bella Raftopoulou, Pavlos Rodokanakis, George Sinnefas, Antonios Sochos, Cesare Sofianopulo, Anghelos Spahi, Anghelos Theodoropoulos, Dante Thomopoulos, Epaminondas Thomopoulos, Thomas Thomopoulos, Michalis Tombros, Maria Tsangri Bavavia, Spyros Vassiliou, Spyros Vikatos, Dimitris Vitsoris y Grigorios Zevgolis. (Comisionado: Typaldo Forestis).
- 1936 — Konstantinos Maleas, Nikolaos Lytras, C. Stefanopoulo Alessandridi, Umberto Argyros, Aglae Papa, Epaminondas Thomopoulos, Maria Tsangri Bavavia, Vrasidas Tsouclos, Cesare Sofianopulo, Spyros Vikatos, Emmanuel Zairis, Achilleas Varvaressos, Pavlos Calligas, Dimitrios Cocotsis, George Cosmadopoulos (Cosmo), Kostas Dimitriadis, Lycourgos Kogevinas, Eleni Kolokotroni Mania, Nicolas Leprince, Pavlos Mathiopoulos, Yannis Mitarakis, Nicos Nicolaou, Nicholaos Othoneos, Doris Papageorgiou, Nicolaos Perantinos, Kostas Plakotaris, Pavlos Rodokanakis, Marcos Zavitsianos  (Comisionado: Typaldo Forestis).
- 1938 — Constantin Parthenis, Michalis Tombros y Angelos Theodoropoulos (Comisionado: Antonios Benakis y Typaldo Forestis).
- 1940 — Aginor Asteriadis, Yannis Mitarakis, Pavlos Rodokanakis, Dimitris Vitsoris, Bella Raftopoulou, Costis Papachristopoulos, George Zongolopoulos, Dimitrios Ghianoukakis, Alexandros Korogiannakis y Efthimios Papadimitriou. (Comisionado: Antonios Benakis, Typaldo Forestis)
- 1950 — Thanassis Apartis, George Bousianis, Andreas Georgiadis, Nikos Hadjikyriakos-Ghikas, Cesare Sofianopulo, (Alevizos) Tassos y Emmanuel Zairis (Comisionado: Gerasmo Messinis)
- 1976 — Michael Michaeledes y Aglaia Liberaki. (Comisionado: Sotiris Messinis).
- 1978 — Yannis Pappas. (Comisionado: Sotiris Messinis).
- 1980 — Pavlos (Dionysopoulos). (Comisionado: Sotiris Messinis, Emmanuel Mavrommatis).
- 1982 — Diamantis Diamantopoulos y Costas Coulentianos. (Comisionado: Sotiris Messinis).
- 1984 — Christos Caras, George Georgiadis (Comisionado: Sotiris Messinis).
- 1986 — Costas Tsoclis (Comisionado: Nelli Missirli, Sotiris Messinis).
- 1988 — Vlassis Caniaris, Nikos Kessanlis (Comisionado: Emmanuel Mavrommatis).
- 1990 — Georges Lappas, Yannis Bouteas (Comisionado: Manos Stefanidis).
- 1993 — George Zongolopoulos (Comisionado: Efi Andreadi).
- 1995 — Takis (Comisionado: Maria Marangou).
- 1997 — Dimitri Alithinos, Stephen Antonakos, Totsikas, Alexandros Psychoulis (Comisionado: Efi Strousa).
- 1999 — Costas Varotsos, Danae Stratou, Evanthia Tsantila (Comisionado: Anna Kafetsi).
- 2001 — Nikos Navridis, Ilias Papailiakis, Ersi Chatziargyrou (Comisionado: Lina Tsikouta).
- 2003 — Athanasia Kyriakakos, Dimitris Rotsios (Comisionado: Marina Fokidis).
- 2005 — George Hadjimichalis (Comisionado: Katerina Koskina).
- 2007 — Nikos Alexiou (Comisionado: Yorgos Tzirtzilakis).
- 2009 — Lucas Samaras (Curador: Matthew Higgs).
- 2011 — Diohandi (Curadora: Maria Marangou).
- 2013 — Stefanos Tsivopoulos (Curadora: Syrago Tsiara).
- 2015 — Maria Papadimitriou (Curador: Gabi Scardi).
- 2017 — George Drivas (Curador: Orestis Andreadakis).
- 2019 — Panos Charalambous, Eva Stefani, Zafos Xagoraris (Curadora: Katerina Tselou)
- 2022 — Loukia Alavanou (Curador: Heinz Peter Schwerfel)
- 2024 — Concebido por Thanasis Deligiannis, Yannis Michalopoulos, creado junto con Elia Kalogianni, Yorgos Kyvernitis, Kostas Chaikalis, Fotis Sagonas (Curador: Panos Giannikopoulos)